# St. Maria Magdalena (Happerg)

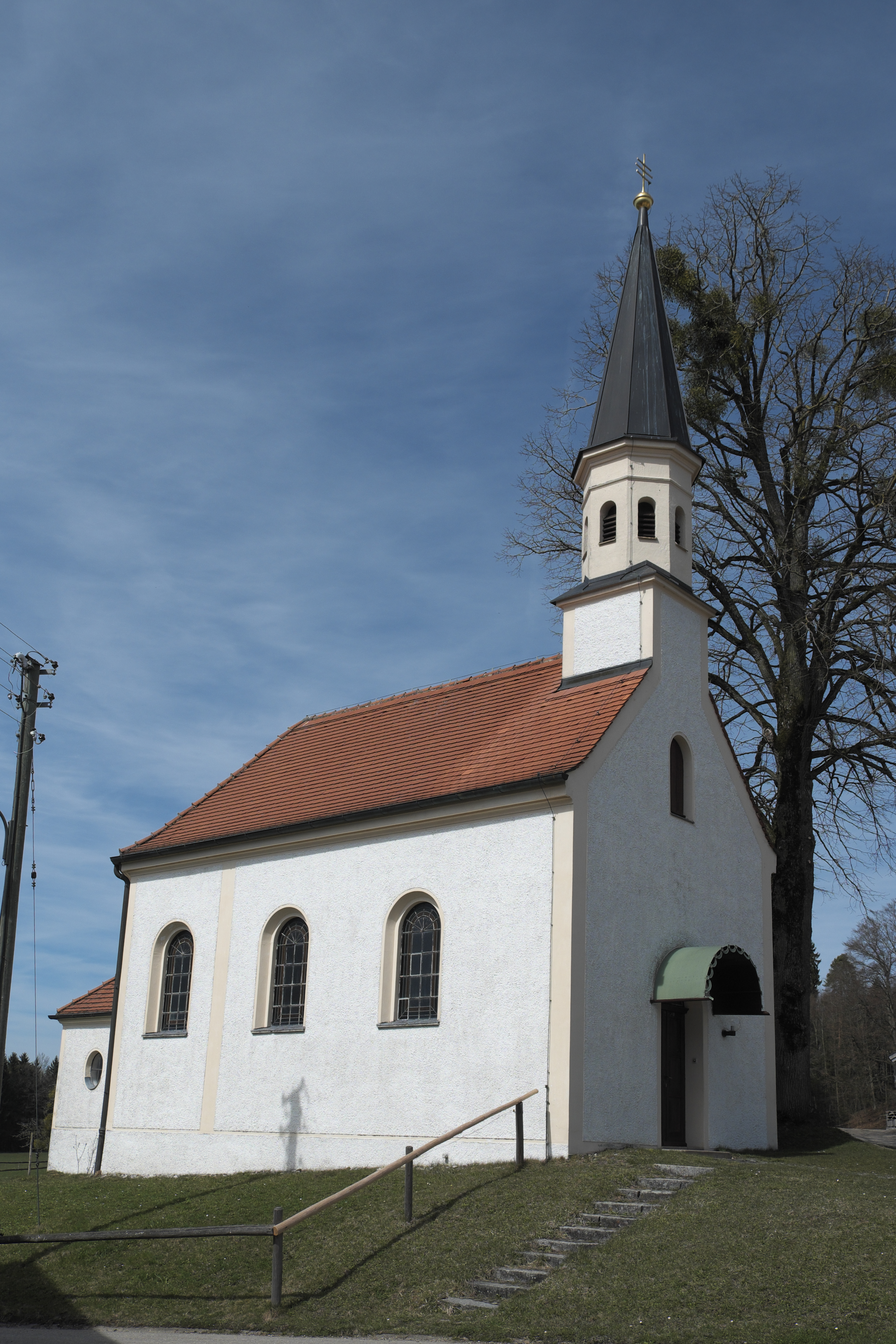
Kapelle St. Maria Magdalena in Happerg

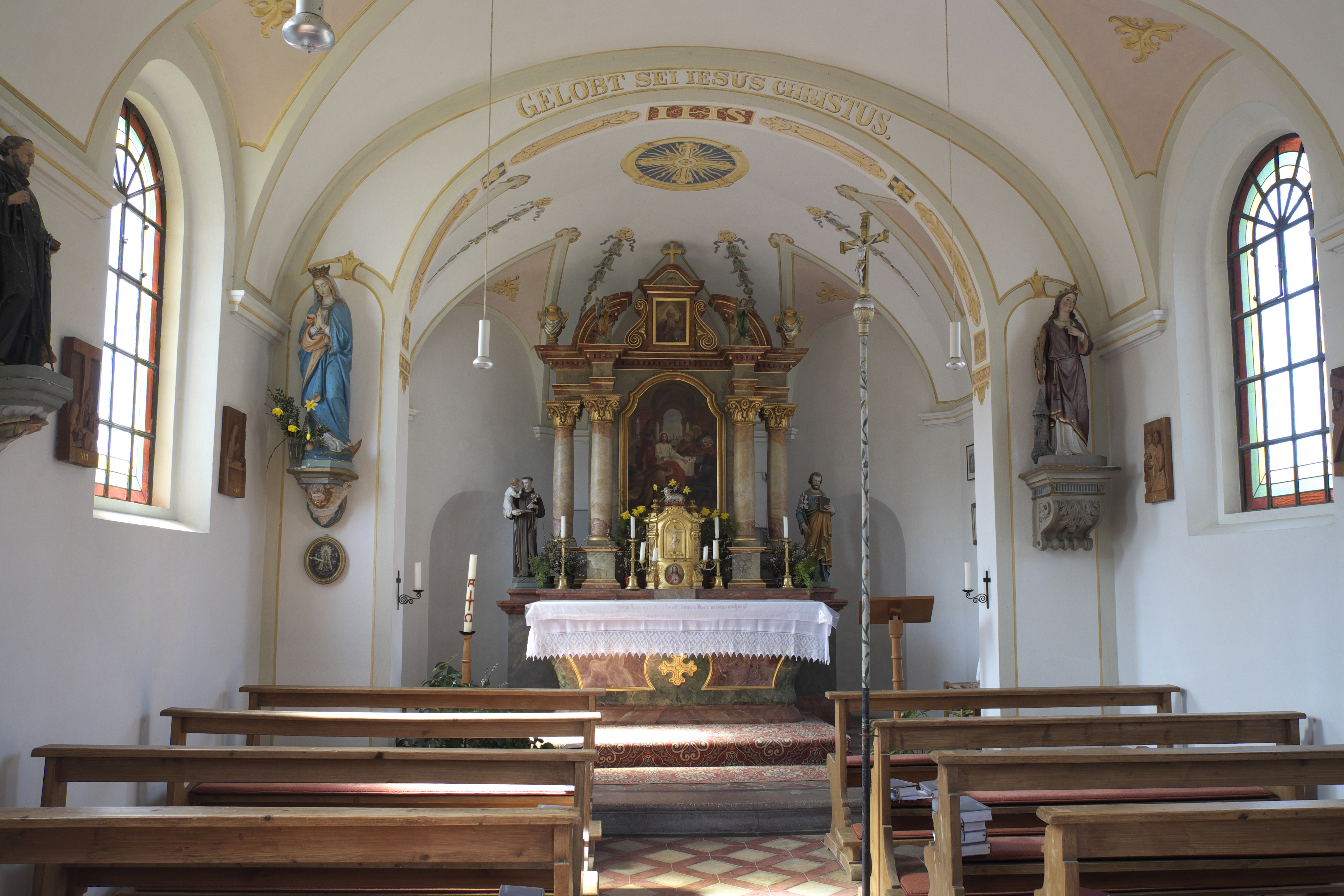
Innenansicht

Die katholische Kapelle St. Maria Magdalena in Happerg, einem Gemeindeteil von Eurasburg im oberbayerischen Landkreis Bad Tölz-Wolfratshausen, wurde 1903 errichtet. Die Kapelle am Kapellenweg ist ein geschütztes Baudenkmal.
Der Satteldachbau mit Rundbogenfenstern besitzt einen Dachreiter mit Spitzhelm.
Das Altarbild zeigt die heilige Maria Magdalena und das Deckengemälde die heilige Maria.